# Werner Winsemann
Werner Winsemann (Bréma, 1933. január 15. –) kanadai nemzetközi labdarúgó-játékvezető.

## Pályafutása
A küldési gyakorlat szerint rendszeres partbírói tevékenységet is végzett. Az NASL játékvezetőjeként 1980-ban vonult vissza.

### Nemzetközi játékvezetés
A Kanadai labdarúgó-szövetség Játékvezető Bizottsága (JB) terjesztette fel nemzetközi játékvezetőnek, a Nemzetközi Labdarúgó-szövetség (FIFA) 1971-től tartotta nyilván bírói keretében. A FIFA JB központi nyelvei közül a németet, az angolt és a franciát beszéli. Több nemzetek közötti válogatott és klubmérkőzést vezetett, vagy működő társának partbíróként segített. A kanadai nemzetközi játékvezetők rangsorában, a világbajnokság-Európa-bajnokság sorrendjében az első helyet foglalja el 1 találkozó szolgálatával. Európai-kupamérkőzések irányítójaként az örök ranglistán a 92. helyet foglalja el 31 találkozó vezetésével. Az aktív nemzetközi játékvezetéstől 1980-ban búcsúzott. Válogatott mérkőzéseinek száma: 13

#### Labdarúgó-világbajnokság
A világbajnoki döntőkhöz vezető úton Nyugat-Németországba a X., az 1974-es labdarúgó-világbajnokságra, Argentínába a XI., az 1978-as labdarúgó-világbajnokságra, valamint Spanyolországba a XII., az 1982-es labdarúgó-világbajnokságra a FIFA JB játékvezetőként alkalmazta. Selejtező mérkőzéseket a CONCACAF zónában vezetett. Az első kanadai, aki lehetőséget kapott világbajnoki-mérkőzés vezetésére. Ray Morgan az 1962-es labdarúgó-világbajnokságon partbíróként tevékenykedett. A FIFA JB elvárása szerint, ha nem vezetett, akkor partbíróként tevékenykedett. 1974-ben három csoportmérkőzésen 2. számú besorolást kapott. 1978-ban két csoportmérkőzésen 2. számú, egy esetben egyes besorolást kapott, Játékvezetői sérülés esetén továbbvezethette volna a találkozót. Vezetett mérkőzéseinek száma: 1 + 6 (partbíró).

##### 1974-es labdarúgó-világbajnokság

###### Selejtező mérkőzés
| Időpont            | Helyszín                             | Mérkőzés típusa | Mérkőzés                  | Eredmény |
| ------------------ | ------------------------------------ | --------------- | ------------------------- | -------- |
| 1973. december 3.  | Sylvio Cator Stadion, Port-au-Prince | csoportmérkőzés | Honduras–Mexikó           | 1 – 1    |
| 1973. december 7.  | Sylvio Cator Stadion, Port-au-Prince | csoportmérkőzés | Haiti–Honduras            | 1 – 0    |
| 1973. december 14. | Sylvio Cator Stadion, Port-au-Prince | csoportmérkőzés | Trinidad és Tobago–Mexikó | 4 – 0    |

###### Világbajnoki mérkőzés
| Időpont          | Helyszín                    | Mérkőzés típusa              | Mérkőzés            | Eredmény | Nézők száma |
| ---------------- | --------------------------- | ---------------------------- | ------------------- | -------- | ----------- |
| 1974. június 19. | Signal Iduna Park, Dortmund | csoportmérkőzés (3. csoport) | Hollandi–Svédország | 0 – 0    | 57 700      |

##### 1978-as labdarúgó-világbajnokság

###### Selejtező mérkőzés
| Időpont           | Helyszín               | Mérkőzés típusa     | Mérkőzés   | Eredmény |
| ----------------- | ---------------------- | ------------------- | ---------- | -------- |
| 1967. október 28. | Városi Stadion, Puebla | Észak-amerikai zóna | Mexikó–USA | 3 – 0    |

##### 1982-es labdarúgó-világbajnokság

###### Selejtező mérkőzés
| Időpont          | Helyszín                      | Mérkőzés típusa        | Mérkőzés        | Eredmény | Nézők száma |
| ---------------- | ----------------------------- | ---------------------- | --------------- | -------- | ----------- |
| 1980. október 5. | Nemzeti Stadion, San Salvador | Központi amerikai zóna | Salvador–Panama | 4 – 1    | 38 000      |

#### Olimpiai játékok
Az 1972. évi nyári olimpiai játékok labdarúgó tornájának mérkőzésein a FIFA JB bíróként foglalkoztatta. Az olimpiákon első lehetett, akit a FIFA JB 4. bíróként vett igénybe.

##### 1972. évi nyári olimpiai játékok
| Időpont             | Helyszín                   | Mérkőzés típusa              | Mérkőzés          | Eredmény | Nézők száma |
| ------------------- | -------------------------- | ---------------------------- | ----------------- | -------- | ----------- |
| 1972. szeptember 1. | Központi Stadion, Nürnberg | csoportmérkőzés (D. csoport) | Lengyelország–NDK | 2 – 1    | 10 000      |
| 1972. szeptember 5. | Városi Stadion, Passau     | középdöntő (2. csoport)      | Dánia–Marokkó     | 3 – 1    | 3100        |

## Szakmai sikerek
2000-ben bekerült a Canadian Soccer Hall of Fame csarnokába.